# It's Daejeon 축구 대회
대전 하나 시티즌은 2007년 브라질 세리에 A의 SC 인테르나시오나우를 초청하여 대전월드컵경기장에서 친선경기를 개최한 것을 시작으로 매년 중도일보 주체 하에 외국의 축구팀과 대전월드컵경기장에서 평가전을 가지고 있다.
이 문서는 그 동안 가진 친선경기에 관한 기록이다.

## 경기
| #  | 대회 | 일자       | 상대팀                   | 결과                  | 득점자                                                           | 관중수      | 비고                                            |
| -- | ---- | ---------- | ------------------------ | --------------------- | ---------------------------------------------------------------- | ----------- | ----------------------------------------------- |
| 1  | N/A  | 2007-07-17 | SC 인터나시오날          | 0–2 패                | 인 : 미상                                                        | 약 42,537명 |                                                 |
| 2  | N/A  | 2008-06-21 | 빗셀 고베                | 1–1 무 승부차기 2-4패 | 대 : 최근식 비 : 레안드로                                        | 약 31,527명 |                                                 |
| 3  | N/A  | 2009-05-30 | CR 바스코 다 가마        | 4–2 승                | 대 : 박성호, 권집 (3) 바 : 파이올리, 알레스 테이셰이라           | 약 38,000명 |                                                 |
| 4  | N/A  | 2010-06-05 | 아르헨티노스 주니어스    | 2–1 승                | 대 : 산토스, 곽창희 아 : 리우스 치로                             | 약 28,395명 |                                                 |
| 5  | N/A  | 2011-06-05 | 콘사도레 삿포로          | 1–2 패                | 대 : 박성호 콘 : 우에하라, 유코노                                | 약 37,825명 |                                                 |
| 6  | N/A  | 2012-06-09 | FC 아틀라스              | 2–0 승                | 대 : 케빈, 이호                                                  | 약 39,759명 | 2012년 올림픽 멕시코전 선전 기원 경기           |
| 7  | N/A  | 2013-06-01 | FC 시비리 노보시비르스크 | 3–2 승                | 대 : 보르하 (2), 김병석 시 : 쉐골리힌예브게니, 오를로브 세르게이 | 미상        |                                                 |
| 8  | N/A  | 2014-06-13 | FC 시비리 노보시비르스크 | 1–1 무                | 대 : 이동현 시 : 체보타루                                        | 약 27,825명 | 2014년 월드컵 러시아전 선전 기원 경기           |
| 9  | N/A  | 2015-10-10 | 옌볜 창바이산            | 2-3패                 | 대 : 서명원 (2) 연 : 하태균,찰튼,리호                            | 약 5,000명  |                                                 |
| 10 | N/A  | 2016-06-24 | AFC 투비즈               | 3-1승                 | 대 : 진대성, 구스타보, 김은중 튀 : 레반                          | 약 13,625명 | 김은중 은퇴 기념경기                            |
| 11 | N/A  | 2017-06-30 | 연예인 회오리 축구단     | 5-1승                 | 대OB : 이관우 (2), 김은중 (3) 회 : 안이언                        | 약 19,662명 | 대전시티즌 레전드로 구성된 OB팀의 이벤트성 경기 |
| 11 | N/A  | 2017-06-30 | SKA 하바롭스크           | 1-2패                 | 대 : 장준영 하 : 루슬란, 알렉산데                                | 약 19,662명 |                                                 |
| 12 | N/A  | 2018-06-18 | 루치 에네르기야          | 1-1무                 | 대 : 유해성 루 : 소노브                                          | 미상        | 2018년 월드컵 선전 기원 경기                    |
| 13 | N/A  | 2019-06-08 | 밴쿠버 화이트캡스        | 3:1승                 | 대 : 조귀범, 박인혁 (2) 밴 : 패트릭 멧카프                       |             |                                                 |

## 그 외
2015년 개최된 It's Daejeon 축구대회는 원래 2014시즌을 끝으로 은퇴한 대전의 레전드 선수였던 김은중의 은퇴식을 치르기 위해 김은중이 코치로 있는 AFC 튀비즈와 7월 17일 경기로 예정되어있었으나,
메르스 여파로 취소되었으며, 2016년 6월 24일 개최되었다.

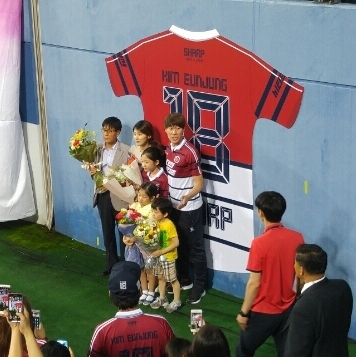
은퇴식을 치르고 있는 김은중

이날 경기서 김은중은 전반엔 코치로 튀비즈의 벤치에 있었고, 후반 대전의 선수로 교체출전해 헤딩골을 기록하였다.

## 대회 참가한 유명인
- 2017년 대전 OB팀과 연예인 회오리 축구단 경기 포함
- 오쿠보 요시토 (2008)
- 알레스 테이셰이라 (2009)
- 쿠티뉴 (2009)
- 나카야마 마사시 (2011)
- 레안드로 쿠프레 (2012)
- 하태균 (2015)
- 김은중 (2014, 2016, 2017)
- 이관우 (2017)
- 조영구 (2017)

## 통계
2017년 대전 시티즌 OB팀과 연예인 회오리 축구단 경기 제외
| 친선경기 | 경기수 | 승 | 무 | 패 | 득 | 실 | 차 |
| -------- | ------ | -- | -- | -- | -- | -- | -- |
| 총계     | 12     | 5  | 3  | 4  | 21 | 18 | +3 |

## 국가별 전적
| 국가       | 경기수 |
| ---------- | ------ |
| 러시아     | 4      |
| 브라질     | 2      |
| 일본       | 2      |
| 아르헨티나 | 1      |
| 멕시코     | 1      |
| 중국       | 1      |
| 벨기에     | 1      |
| 캐나다     | 1      |